# Stizocera insulana
Stizocera insulana är en skalbaggsart som först beskrevs av Charles Joseph Gahan 1895.  Stizocera insulana ingår i släktet Stizocera och familjen långhorningar.
Artens utbredningsområde är:
- Bahamas.
- Kuba.

Inga underarter finns listade i Catalogue of Life.